# St. Maria Regina Rosarii
Die St. Maria-Regina-Rosarii-Kirche in Golßen ist eine römisch-katholische Kirche im Bistum Görlitz. Sie ist eine Filialkirche der Gemeinde Christus König in Luckau.

## Geschichte
Eine etwa 1944 erbaute Steinbaracke war für die in Golßen und Umgebung wohnenden römisch-katholischen Christen das erste Gotteshaus, das sie 1945/46 bereits vorfanden. Das Gebäude wurde 1946 benediziert. Unter Pfarrer Kopka wurde Golßen im Jahr 1951 Kuratie und 1957 selbständige Pfarrkuratie.
In den Jahren von 1962 bis 1964 wurde das Gotteshaus von Gemeindemitgliedern und dem damaligen Pfarrer Johannes Dittrich zu einer kleinen Kirche mit Gemeinderaum umgebaut. Sie entsprach den neuen liturgischen Bestimmungen und wurde am 5. Juli 1964 von Bischof Gerhard Schaffran konsekriert. Durch den frühen Tod des Pfarrers wurde die Pfarrkuratie im Jahr 1978 dem Pfarrer von Luckau als Administrator anvertraut. Von 1979 bis 1986 wurde sie dem Pfarrer von Lübbenau anvertraut und ab September 1986 erneut dem Pfarrer von Luckau.